# AMV Fridericiana Erlangen
Die Akademisch-Musikalische Verbindung AMV Fridericiana Erlangen (kurz: „Fridericiana“) ist die einzige musikalische Studentenverbindung an der Friedrich-Alexander-Universität Erlangen-Nürnberg. Sie ist farbenführend und nichtschlagend. Die Verbindung wurde am 14. Dezember 1878 als „Studentengesangverein Erlangen“ gegründet und gehört zum Dachverband Sondershäuser Verband (SV).

## Couleur und Wahlspruch
Die Fridericiana ist nicht farbentragend, aber farbenführend. Sie führt die Farben rosa-weiß. Der Wahlspruch lautet Nach deutscher Weise, im Freundeskreise, im Reiche der Töne suchet das Schöne!

## Geschichte

Gedenkmünze zum 25. Stiftungsfest im Juli 1904

Ansichtskarte vom 1905/06 erbauten ersten Haus des SGV Erlangen in der Spardorfer Straße 32 mit der etwa 300 m entfernten Ludwigsbrücke.

Das ehemalige Haus der Studentenverbindung Fridericiana diente gegen Ende der NS-Zeit als Schule für NS-Schwestern, sog. „Braune Schwestern“.

### Name
Die Verbindung entstand am 14. Dezember 1878 als „Studentengesangverein (StGV) Erlangen im SV“, zunächst in bewusster Distanz zu den herkömmlichen Korporationen: Man trug keine Farben, hatte keinen Zirkel und focht nicht. „Dem Studentischen Ehrenkodex und seinen Konsequenzen konnten oder wollten sich auch die Nichtkorporierten und die nichtschlagenden Studentenverbindungen nicht entziehen, so dass viele das studentische Fechten wenigstens fakultativ einführten, z. B. die AMV Fridericiana Erlangen.“ In der Konsequenz benannte man sich 1923 in „Fridericiana Erlangen, Sängerverbindung im SV“ um. In den 1930er Jahren hatte man sich von den Ursprüngen deutlich entfernt; als Prinzipien wurden u. a. „unbedingte Satisfaktion“ und „körperliche Ertüchtigung“ genannt.
Auf Druck der NSDAP musste sich die Fridericiana Erlangen, die seit 1906 das Haus Spardorfer Str. 32 (später Marienhospital) besaß, am 31. Januar 1936 auflösen.
1949 gründeten Alte Herren den „Studentengesangverein Erlangen (Academic Glee-Club Fridericiana Erlangen)“ wieder, der inoffiziell auch „Studentenverbindung Fridericiana“ genannt wurde. 1951 wurde daraus die „Akademische Gesangsverbindung (AGV) Erlangen im SV“, 1966 schließlich die „Akademisch-Musikalische Verbindung Fridericiana Erlangen im SV“.

### Entwicklung vor 1914
Als erster studentischer Männergesangverein (Studentinnen gab es zur Gründungszeit in Erlangen noch nicht) von in Erlangen studierenden Mitgliedern der Akademischen Gesangvereine München und vor allem Würzburg gemeinsam mit weiteren Erlanger Studenten gegründet, erfreute sich der Verein bis zur Jahrhundertwende starken Wachstums. Im Jahre 1901 war er die zahlenmäßig stärkste studentische Korporation in Erlangen. Von den um 1905 etwa 1200 Erlanger Studenten waren fast fünf Prozent Mitglieder des Studentengesangvereins, im Wintersemester 1908/09 erreichte der Verein die Stärke von 100 Mitgliedern. Als einzige studentische Korporation veranstaltete die Fridericiana damals einen Ball unter Beteiligung der Erlanger Gesellschaft. Hierzu ergingen jeweils etwa 500 förmliche Einladungen an „alle Akademiker Erlangens, höhere Beamte, Professoren, Ärzte, Offiziere etc.“
Die „musikalischen Aufführungen und Festlichkeiten“ der Verbindung übten „eine große Anziehungskraft auf die akademische und außerakademische Welt Erlangens und der Umgebung“ aus.
Die Fridericiana war über ihre Altherrenschaft gut mit der Erlanger Gesellschaft vernetzt, was ihr im Jahre 1906 anlässlich des Süddeutschen Kanaltages sogar eine Kurzvisite des bayerischen Kronprinzen Ludwig in einer ihrer Konstanten einbrachte.
1897 wurde das Gasthaus „Zur schönen Aussicht“ im nahen Rathsberg die Exkneipe des Studentengesangvereins.
Das 40 Kilometer entfernte Lokal „Schottersmühle“ in der Fränkischen Schweiz wurde so oft besucht, dass es in einem Wanderführer u. a. mit den Worten „Standquartier des Erlanger Studentengesangvereins“ charakterisiert wurde.
In der Spardorfer Straße 32 hatte der Verein seit 1906 sein erstes eigenes Verbindungshaus. Das Haus wurde nicht nur auf verbindungsintern verwendeten Ansichtskarten abgebildet, sondern – zusammen mit der etwa 300 m entfernten Ludwigsbrücke – auch auf frei erhältlichen Karten. Das Haus ging 1936 bei der Auflösung der Fridericiana verloren und wurde am 13. Mai 1937 geräumt. Das Gebäude wurde 1994 abgerissen.

## Ausrichtung und Betätigungsfelder
Die Fridericiana ist überparteilich und unkonfessionell und steht musisch interessierten männlichen Studenten unterschiedlicher Herkunft und Bekenntnis offen. Die Mitwirkung in einer der musischen Gruppen ist Pflicht. Die Verbindung unterhält einen Chor, Kammermusikensembles, eine Rockband und eine Bigband sowie eine Theatergruppe. Jedes Semester führen die Gruppen das Geprobte in Stadt und Umland öffentlich auf. Besonders die Theatergruppe findet dabei regelmäßig Beachtung in der Presse;
die Kritik im Kulturteil der Erlanger Nachrichten vom 2. Februar 2013 schließt: „Für jeden, der keine Angst vor Denkanstößen hat, (…) ein Muss.“, die vom 16. Juli 2013: „Besser geht Amateurtheater nicht.“
Weitere regelmäßige Veranstaltungen sind Vorträge, Ausflüge, alljährliche Wanderungen in die Fränkische Schweiz, Konvente, Kneipen, Stiftungsfeste und Thomastag.
Kontakte zu anderen Verbindungen bestehen sowohl innerhalb des Dachverbands SV als auch zu den Schüler- und Studentenverbindungen im Großraum Erlangen-Nürnberg-Fürth.

## Trivia
Der Zirkel entstand um 1883, als die AMV Fridericiana Erlangen noch „Studentengesangverein Erlangen“ hieß. Als man sich 1923 einen verbindungstypischeren Namen geben wollte, standen Skaldia, Stauffia und Fridericiana zur Auswahl. Man entschied sich für letzteren, weil sich aus dem längst existierenden Zirkel neben dem „E“ (für „Erlangen“) auch ein „F“ (für „Fridericiana“) herauslesen ließ. Dem Anhängsel des Zirkels werden die Buchstaben „v“, „c“ und „f“ (für lateinisch vivat, crescat, floreat, „sie lebe, wachse und blühe“) zugeschrieben.

## Bekannte Mitglieder
- Hermann Ammon (* 1933), Herausgeber des pharmazeutischen Standardwerks „Hunnius“
- Günther Beckstein (* 1943), Politiker (CSU), bayerischer Ministerpräsident von 2007 bis 2008
- Friedrich Böhner (1885–1965), Jurist, 1950–1952 Oberbürgermeister von Ansbach
- Wilhelm Börner (1927–2011), Leiter des Würzburger Klinikums für Nuklearmedizin, Träger des Bayerischen Verdienstordens
- Johann Brechtelsbauer (* 1936), Gymnasiallehrer und Direktor des Protestantischen Alumneums in Ansbach, 2005 Bundesverdienstkreuz am Bande[15]
- Rolf Conrad (1926–1994), Rechtsanwalt, 1984 Bundesverdienstkreuz am Bande[15]
- Heinrich Dengler (1914–2015), Jurist, 1973–1979 Präsident der Bezirksfinanzdirektion München, 1978 Bundesverdienstkreuz am Bande[15]
- Otto Eberle (1897–1966), Chemiker, im Nachkriegsdeutschland Stellvertretender Präsident des Zentralverbandes der elektrotechnischen Industrie, 1958 Großkreuz des Bundesverdienstordens, Bayerischer Verdienstorden[15]
- Karl Theodor Eheberg (1855–1941), Nationalökonom und Professor an der Universität Erlangen
- Georg Erlwein (1863–1945), Elektrotechniker und Elektrochemiker, technischer Entwickler der Wasser- und Luftsterilisation mittels Ozon
- Werner Ettemeyer (1924–2010), Verwaltungsjurist, Ehrungen für die Förderung des Sports: 1988 Ehrenring der Stadt Iserlohn[16], Ehrenplakette des westfälischen Turnerbunds, 1996 Bundesverdienstkreuz am Bande[15]
- Wilhelm Fischer (1906–1980), Verwaltungsjurist, 1965–1971 Ministerialdirigent im Bayerischen Justizministerium, 1970 Bundesverdienstkreuz 1. Klasse, 1973 Bayerischer Verdienstorden[15]
- Hermann Geib (1872–1939), Oberbürgermeister Regensburg, Staatssekretär im Reichsarbeitsministerium
- Otto Geßler (1875–1955), Politiker (DDP), Reichswehrminister, Reichsinnenminister, Präsident des Deutschen Roten Kreuzes, Träger des Großen Verdienstkreuzes mit Stern der Bundesrepublik Deutschland
- Götz Herrmann (1929–2014), Jurist, Präsident des Bundesamtes für Wehrverwaltung, Träger des Großen Verdienstkreuzes der Bundesrepublik Deutschland
- Hans Grimm (1886–1965), Rechtsanwalt und Komponist
- Joachim Gruber (* 1937), Altphilologe
- Carl-Ernst Grummt (* 1945), Zahnarzt, 1990–1994 Vizepräsident der Bayerischen Landeszahnärztekammer, 2003 Bundesverdienstkreuz am Bande[15]
- Leo Hauck (1874–1945), Leiter der Erlanger Hautklinik
- Ludwig Heller (1866–1945), Indologe, Indogermanist und Hochschullehrer
- Hans Kirsch (1906–1992), Verwaltungsjurist, Träger des Bundesverdienstkreuzes 1. Klasse[15]
- Manfred Kleinknecht (* 1941), Jurist, 1992–2000 Vorsitzender des Bayerischen Richtervereins, 2001 Bundesverdienstkreuz am Bande.[15]
- Theodor Kleinknecht (1906–1992), Jurist, Ministerialrat am Bundesministerium der Justiz, Präsident der Generalstaatsanwaltschaft beim Oberlandesgericht Nürnberg, Autor des „Kommentar zur Strafprozeßordnung“ und Träger des Bundesverdienstkreuzes Erster Klasse
- Karl Koch (1919–2005), Jurist, 1973 Vorsitzender Richter (Senatspräsident) am Oberlandesgericht Nürnberg, 1978 dessen Vizepräsident, Träger der Goldenen Bürgermedaille der Stadt Lauf an der Pegnitz, 1986 Bundesverdienstkreuz[15]
- Hermann Künneth (1892–1975), Mathematiker, Entdecker des Satzes von Künneth
- Wolfgang List (1935–1995), Jurist und SPD-Politiker
- Joachim Lukas (1933–2019), Architekt, Träger der Verdienstmedaille des Verdienstordens der Bundesrepublik Deutschland
- Joachim Merk (* 1942), Verwaltungsjurist, Träger der Universitätsmedaille „Bene merenti“ der Universität Regensburg[17], des Bundesverdienstkreuzes am Bande[18][19] und des Ehrenzeichen des Deutschen Roten Kreuzes[15]
- Heinz Neusinger (* 1938), 1998–2003 Präsident des Oberlandesgerichts Nürnberg, Träger des Bayerischen Verdienstordens
- Ernst Oestreicher (1914–2009), Mitglied des Bayerischen Verfassungsgerichtshofs,[20] Präsident des Bayerischen Verwaltungsgerichts, Verfasser juristischer Kommentare und Träger des Bundesverdienstkreuzes Erster Klasse
- Erwin Porzner (* 1936), Feldhandballweltmeister
- Konrad Porzner (1935–2021), Politiker (SPD), Präsident des Bundesnachrichtendienstes
- Otto Reitzenstein (1911–1983), Jurist, Präsident des Sozialgerichts Nürnberg, Träger des Bundesverdienstkreuzes am Bande[15]
- Hans Roser (1931–2005), Politiker (CSU), Mitglied des Deutschen Bundestags
- Georg Rückert (1914–1988), Pfarrer und Gründer des Augustinums
- Heinz Schauwecker (1894–1977), Arzt und Schriftsteller
- Fritz Schmitz (1897–1990), Rechtsanwalt, Träger des Großen Bundesverdienstkreuzes[15]
- Werner Schwipper (1910–1989), Rechtsanwalt, Träger des Bundesverdienstkreuzes 1. Klasse[15]
- Fritz Specht (1890–1972), Professor für HNO-Krankheiten
- Gustav Specht (1860–1940), Professor für Psychiatrie
- Richard Spindler (1905–1982), Gymnasiallehrer in Nürnberg, Bezirksleiter des Bayerischen Roten Kreuzes, Ehrenmitglied der Wasserwacht, 1975 Bundesverdienstkreuz[15]
- Konrad Stollreither (1922–2009), 1978–1986 Bayerischer Landesdatenschutzbeauftragter
- Edmund Tipp (1909–1975), Rechtsanwalt, Verteidiger während der Nürnberger Prozesse
- Robert Veh (1885–1983), 1945–1952 Regierungsdirektor und Vorsteher des Finanzreferats für Körperschaften in München, Bundesverdienstkreuz 1. Klasse[15]
- Michael Weber (* 1945), 1987–2010 Nürnberger Tourismusdirektor, Träger des Verdienstkreuzes am Bande der Bundesrepublik Deutschland[21][22]
- Leonhard Weißfloch (1908–1991), Gymnasiallehrer und Kreisheimatpfleger in Kaufbeuren, 1983 Bundesverdienstkreuz[15]
- Eilhard Wiedemann (Forstwissenschaftler) (1891–1950), Professor für Forstwissenschaft
- Eilhard Wiedemann (Physiker) (1852–1928), Professor für Physik
- Georg Wünsch (1887–1964), evangelischer Theologe und Kirchenpolitiker
- Ernst-Günther Zumach (1926–2012), Oberbürgermeister Ansbach, Träger des Verdienstkreuzes 1. Klasse der Bundesrepublik Deutschland